# Iwate (sopka)
Iwate (japonsky 岩手山, Iwate-san) je komplexní vulkán, nacházející se na severu ostrova Honšú, asi 20 km západně od města Morioka. Masiv vulkánu je tvořen dvěma stratovulkány (Niši-Iwaki a Higaši-Iwaki). Higaši-Iwate je ukončen kalderou s rozměry 1,8×3 km. Kaldera vznikla před cca 700000 lety, samotný masiv vulkánu Iwate během erupcí vícekrát zkolaboval (poprvé před 230000 lety, naposledy v roce 1615). Naposledy (v roce 1919) aktivní, 500 m široký kráter se nachází uprostřed kaldery a je částečně zalitý vodou.